# Єжи Казимир Анцута
Єжи Казимир Анцута (1650, Підляшшя — 16 травня 1737) — римо-католицький діяч Речі Посполитої.

## Життєпис
Походив зі шляхетської родини Анцутів, власник герба «Анцута», рідний або двоюрідний брат Вільнюського єпископа Мацея Юзефа Анцути.
Навчався у Вільнюській академії та в Папському університеті «Сап'єнца» Риму, доктор обох прав. Вільнюський канонік з 1708 по 1724, офіціал з 1714, предстоятель королівської каплиці святого Казимира, референдар великий литовський з 1715. У 1718 польський сейм вигнав дисидентів зі свого складу і заборонив їхнє подальше обрання до сейму.
У 1723 призначений титулярним єпископом антипатридським та суфраганом Вільнюса.
З 1724 — парафіяльний священик Новогрудка та Ляховичів, кантор Вільнюса.
З 1728 — схоластик, з 1731 — архідиякон.
Під ім'ям єпископа Анцути єзуїт С. Сакульський опублікував дві книги проти невіруючих.